# Campeonato Mundial de Esquí Nórdico de 2021
El LIV Campeonato Mundial de Esquí Nórdico se celebró en la localidad de Oberstdorf (Alemania) entre el 24 de febrero y el 7 de marzo de 2021 bajo la organización de la Federación Internacional de Esquí (FIS) y la Federación Alemana de Esquí.

## Esquí de fondo

### Masculino
| Evento                          | Oro                                                                                      | Plata                                                                                        | Bronce                                                                          |
| ------------------------------- | ---------------------------------------------------------------------------------------- | -------------------------------------------------------------------------------------------- | ------------------------------------------------------------------------------- |
| Velocidad individual EC (25.02) | Johannes Klæbo · Noruega · 3:01,30                                                       | Erik Valnes · Noruega · 3:01,96                                                              | Håvard Solås Taugbøl · Noruega · 3:02,10                                        |
| Velocidad por equipo EL (28.02) | Noruega · Erik Valnes · Johannes Klæbo · 15:01,74                                        | Finlandia · Ristomatti Hakola · Joni Mäki · 15:03,42                                         | RSF · Alexandr Bolshunov · Gleb Retivyj · 15:03,83                              |
| 15 km EL (03.03)                | Hans Christer Holund · Noruega · 33:48,7                                                 | Simen Hegstad Krüger · Noruega · 34:08,9                                                     | Harald Østberg Amundsen · Noruega · 34:24,3                                     |
| 30 km EM (27.02)                | Alexandr Bolshunov · RSF · 1:11:33,9                                                     | Simen Hegstad Krüger · Noruega · 1:11:35,0                                                   | Hans Christer Holund · Noruega · 1:11:35,6                                      |
| 50 km (12 de agosto) EC (07.03) | Emil Iversen · Noruega · 2:10:52,9                                                       | Alexandr Bolshunov · RSF · 2:10:53,6                                                         | Simen Hegstad Krüger · Noruega · 2:11:01,1                                      |
| Relevo 4 × 10 km (05.03)        | Noruega · Pål Golberg · Emil Iversen · Hans Christer Holund · Johannes Klæbo · 1:52:39,0 | RSF · Alexei Chervotkin · Ivan Yakimushkin · Artiom Maltsev · Alexandr Bolshunov · 1:52:51,0 | Francia Hugo Lapalus Maurice Manificat Clément Parisse Jules Lapierre 1:53:51,6 |

1. ↑  El noruego Johannes Klæbo, primero en la prueba, fue descalificado por los jueces.[2]

### Femenino
| Evento                           | Oro                                                                                          | Plata                                                                                  | Bronce                                                                                             |
| -------------------------------- | -------------------------------------------------------------------------------------------- | -------------------------------------------------------------------------------------- | -------------------------------------------------------------------------------------------------- |
| Velocidad individual EC (25.02)  | Jonna Sundling · Suecia · 2:36,76                                                            | Maiken Caspersen Falla · Noruega · 2:39,08                                             | Anamarija Lampič Eslovenia 2:39,11                                                                 |
| Velocidad por equipos EL (28.02) | Suecia · Maja Dahlqvist · Jonna Sundling · 16:26,94                                          | Suiza · Laurien van der Graaff · Nadine Fähndrich · 16:28,89                           | Eslovenia Eva Urevc Anamarija Lampič 16:31,40                                                      |
| 10 km EL (02.03)                 | Therese Johaug · Noruega · 23:09,8                                                           | Frida Karlsson · Suecia · 24:04,0                                                      | Ebba Andersson · Suecia · 24:16,7                                                                  |
| 15 km EM (27.02)                 | Therese Johaug · Noruega · 38:35,5                                                           | Frida Karlsson · Suecia · 39:05,5                                                      | Ebba Andersson · Suecia · 39:05,7                                                                  |
| 30 km EC (03.03)                 | Therese Johaug · Noruega · 1:24:56,3                                                         | Heidi Weng · Noruega · 1:27:30,5                                                       | Frida Karlsson · Suecia · 1:27:31,1                                                                |
| Relevo 4 × 5 km (04.03)          | Noruega · Tiril Udnes Weng · Heidi Weng · Therese Johaug · Helene Marie Fossesholm · 53:43,2 | RSF · Yana Kirpichenko · Yuliya Stupak · Tatiana Sorina · Natalia Nepriayeva · 54:09,8 | Finlandia · Jasmi Joensuu · Johanna Matintalo · Riitta-Liisa Roponen · Krista Pärmäkoski · 54:29,4 |

## Salto en esquí

### Masculino
| Evento                              | Oro                                                                                   | Plata                                                                          | Bronce                                                                        |
| ----------------------------------- | ------------------------------------------------------------------------------------- | ------------------------------------------------------------------------------ | ----------------------------------------------------------------------------- |
| Trampolín normal individual (27.02) | Piotr Żyła · Polonia · 268,8 pts.                                                     | Karl Geiger · Alemania · 265,2 pts.                                            | Anže Lanišek Eslovenia 261,5 pts.                                             |
| Trampolín grande individual (05.03) | Stefan Kraft · Austria · 276,5                                                        | Robert Johansson · Noruega · 272,1                                             | Karl Geiger · Alemania · 267,4                                                |
| Trampolín grande por equipo (06.03) | Alemania · Pius Paschke · Severin Freund · Markus Eisenbichler · Karl Geiger · 1046,6 | Austria · Philipp Aschenwald · Jan Hörl · Daniel Huber · Stefan Kraft · 1035,5 | Polonia · Piotr Żyła · Andrzej Stękała · Kamil Stoch · Dawid Kubacki · 1031,2 |

### Femenino
| Evento                              | Oro                                                                                       | Plata                                                             | Bronce                                                                                  |
| ----------------------------------- | ----------------------------------------------------------------------------------------- | ----------------------------------------------------------------- | --------------------------------------------------------------------------------------- |
| Trampolín normal individual (25.02) | Ema Klinec Eslovenia 279,6 pts.                                                           | Maren Lundby · Noruega · 276,5 pts.                               | Sara Takanashi Japón 276,3 pts.                                                         |
| Trampolín grande individual (03.03) | Maren Lundby · Noruega · 296,6                                                            | Sara Takanashi Japón 287,9                                        | Nika Križnar Eslovenia 287,1                                                            |
| Trampolín normal por equipo (26.02) | Austria · Daniela Iraschko-Stolz · Sophie Sorschag · Chiara Hölzl · Marita Kramer · 959,3 | Eslovenia Nika Križnar Špela Rogelj Urša Bogataj Ema Klinec 957,9 | Noruega · Silje Opseth · Anna Odine Strøm · Thea Minyan Bjørseth · Maren Lundby · 942,1 |

### Mixto
| Evento                              | Oro                                                                                             | Plata                                                                                         | Bronce                                                                                         |
| ----------------------------------- | ----------------------------------------------------------------------------------------------- | --------------------------------------------------------------------------------------------- | ---------------------------------------------------------------------------------------------- |
| Trampolín normal por equipo (28.02) | Alemania · Katharina Althaus · Markus Eisenbichler · Anna Rupprecht · Karl Geiger · 1000,8 pts. | Noruega · Silje Opseth · Robert Johansson · Maren Lundby · Halvor Egner Granerud · 995,6 pts. | Austria · Marita Kramer · Michael Hayböck · Daniela Iraschko-Stolz · Stefan Kraft · 986,5 pts. |

## Combinada nórdica

### Masculino
| Evento                           | Oro                                                                                            | Plata                                                                              | Bronce                                                                                 |
| -------------------------------- | ---------------------------------------------------------------------------------------------- | ---------------------------------------------------------------------------------- | -------------------------------------------------------------------------------------- |
| TN + 10 km (26.02)               | Jarl Magnus Riiber · Noruega · 23:01,2                                                         | Ilkka Herola · Finlandia · 23:01,6                                                 | Jens Lurås Oftebro · Noruega · 23:02,1                                                 |
| TG + 10 km (04.03)               | Johannes Lamparter · Austria · 23:11,1                                                         | Jarl Magnus Riiber · Noruega · 23:48,2                                             | Akito Watabe Japón 23:56,9                                                             |
| TN + 4 × 5 km por equipo (28.02) | Noruega · Espen Bjørnstad · Jørgen Graabak · Jens Lurås Oftebro · Jarl Magnus Riiber · 43:57,7 | Alemania · Terence Weber · Fabian Rießle · Eric Frenzel · Vinzenz Geiger · 44:40,4 | Austria · Johannes Lamparter · Lukas Klapfer · Mario Seidl · Lukas Greiderer · 44:46,8 |
| TG + 2 × 7,5 km (06.03)          | Austria · Johannes Lamparter · Lukas Greiderer · 29:27,7                                       | Noruega · Espen Andersen · Jarl Magnus Riiber · 30:09,3                            | Alemania · Fabian Rießle · Eric Frenzel · 30:37,1                                      |

### Femenino
| Evento            | Oro                                      | Plata                                | Bronce                                |
| ----------------- | ---------------------------------------- | ------------------------------------ | ------------------------------------- |
| TN + 5 km (27.02) | Gyda Westvold Hansen · Noruega · 13:10,4 | Mari Leinan Lund · Noruega · 13:24,2 | Marte Leinan Lund · Noruega · 13:39,2 |

## Medallero
| Núm. | País      | Oro | Plata | Bronce | Total |
| ---- | --------- | --- | ----- | ------ | ----- |
| 1    | Noruega   | 13  | 11    | 7      | 31    |
| 2    | Austria   | 4   | 1     | 2      | 7     |
| 3    | Suecia    | 2   | 2     | 3      | 7     |
| 4    | Alemania  | 2   | 2     | 2      | 6     |
| 5    | RSF       | 1   | 3     | 1      | 5     |
| 6    | Eslovenia | 1   | 1     | 4      | 6     |
| 7    | Polonia   | 1   | 0     | 1      | 2     |
| 8    | Finlandia | 0   | 2     | 1      | 3     |
| 9    | Japón     | 0   | 1     | 2      | 3     |
| 10   | Suiza     | 0   | 1     | 0      | 1     |
| 11   | Francia   | 0   | 0     | 1      | 1     |
|      | TOTAL     | 24  | 24    | 24     | 72    |